# مومو يانساني
مومو يانساني (مواليد 29 يوليو 1997) هو لاعب كرة قدم غيني يلعب كمهاجم في نادي شريف تيراسبول.